# 岔河乡 (会东县)
岔河乡，是中华人民共和国四川省凉山彝族自治州会东县曾经下辖的一个乡。

## 行政区划
岔河乡撤销前下辖以下地区：
岔河村、水源村、龙滩村、新龙村、龙头村和新岔村。